# IAI 하롭
IAI 하롭(IAI Harop) 또는 하피2(IAI Harpy 2)라고 불리는 무인전투기(UCAV)로 이스라엘 항공국 산하의 말랏(UAV)에 의해 개발되었다. 분리된 고폭탄두를 가지고 있으며, 무인 비행기 자체가 폭탄이다. 이 헌터 킬러는 체공비행을 하다가 목표에 자폭하도록 설계되어 있다. IAI는 항공 방어에 적을 제압할 목적으로 개발하였으며, 주로 레이다 등이 목표가 된다.

## 개요
IAI 하피의 대형 버전이며, 땅이나 군함 등에서 발사되며, 항공기에도 장착이 가능하다. 그러나 완전 독립적인 하피와는 달리 하롭은 원격조정에 의해 통제된다. 하롭은 두 가지 모드를 가지는데, 이전의 하피와 같이 안티 레이다 모드와 항공기의 전자 광학 센서와 같은 도움을 받아 원격 조정으로 타격하는 방식이 있다. 후자의 특성 때문에 레이다를 꺼두어도 타격이 가능하도록 설계되었다.

## S-300
2020년 아제르바이잔-아르메니아 전쟁에서 미국 패트리어트 미사일 보다 우수하다고 알려진 러시아 S-300이 하피-2의 공격을 받아 파괴되었다.
2020년 10월 14일, 아제르바이잔이 보유하고 있는 이스라엘제 드론 하롭이 아르메니아의 지대공 미사일인 S-300 2개 포대를 박살을 냈다. 동영상을 보면 하롭이 하늘에서 각각 지상의 아르메니아 미사일 차량과 레이더를 향해 내리꽂는 장면이 나온다. 하롭은 하피2라고 불리는 드론이다. 하늘을 날아다니다 목표에 다가가 자폭한다. 주로 적의 방공망을 노린다.
러시아 S-300이 직접 세계 시장에 화려하게 데뷔한 적은 없다. 미국의 패트리어트 미사일이 1991년 걸프전에서 화려하게 데뷔해, 전세계에 구매열풍이 불었고, 이 미제 패트리어트 보다 3배 싸면서, 더 고성능이라는 S-300에 대한 판매가 늘기 시작했다.
패트리어트 PAC3 1개 포대 가격은 10억달러(1조 2천억원)이다. 반면에 하피-2 자살공격무인기 한대의 가격은 60억원이다. 가격이 200배 차이이다. 1개 포대는 1개 레이더 차량, 여러대의 발사대 차량, 1개 통제소 차량으로 구성되어 있는데, 레이더 차량이 파괴되면 포대 전체가 마비된다. 러시아 S-300도 그런 구성이다. 그런데, 이번 아제르바이잔의 하피-2 한대가 아르메니아 S-300 레이더 차량 한대를 공격해 파괴해, 포대 전체를 마비시켰다는 것으로, 하피-2가 패트리어트, S-300의 천적임이 실전에서 밝혀진 것이다.
패트리어트가 드론에 매우 취약하다는 것은 2019년에도 실전에서 입증된 바 있다. 2019년 9월 14일 2019년 아브카이크-쿠라이스 공격에서 이란의 지원을 받은 예맨 후티 반군이 이란제 드론, 순항미사일로 사우디 국영회사 아람코의 원유시설 2곳을 타격했다. 사우디가 배치한 6개 포대 미국산 패트리어트 시스템 방어망을 뚫었다. WP에 따르면 사우디는 이 포대 하나당 약 10억달러(약 1조2000억원)를 지출했다.
아르메니아, 아제르바이잔, 후티 반군 등은 한국 보다 엄청나게 못사는 극빈국들이다. 이런 나라들 조차도, 전쟁의 양상이 드론 전쟁으로 바뀌었다는 분석이다.

## 제원
일반 제원
- 승무원: 무인
- 전장: 2.5 m
- 날개폭: 3 m
- 통신거리: 200 km
- RCS: 0.5m2 미만

성능
- 최대속도: 417 km/h (259 mph, 225 kn)
- 비행시간: 9시간
- 항속거리: 1000 km
- 운용고도: 4,600 m (15,000 ft)
- CEP: 1 m

무장
- 탄두: 23 kg 고폭탄두

전자장비
- 유도방식:
  - 대방사 모드: 적 레이더 전파를 탐지해 공격
  - 광학유도: 카메라, 원격조종

## 같이 보기
- IAI 하피